# 高鐵宜蘭站
高鐵宜蘭站位於宜蘭縣宜蘭市壯二，地點在宜蘭縣政中心斜對面，是高鐵延伸宜蘭計畫中的高鐵車站，與台鐵縣政中心站共構。

## 車站概要
為減輕北宜高速公路長年塞車狀況，以及解決台鐵東部幹線因路線迂迴所導致行車時間過長的問題，交通部提出「北宜鐵路提速工程計畫（含替代方案高鐵延伸宜蘭）」，本站為此計畫站點。
宜蘭縣政府考量宜蘭縣政特區周圍發展與宜蘭科學園區成立，以及平衡宜蘭縣蘭陽溪南北兩端地區發展，故建議設站於此。
交通部鐵道局確定於此地設站後，為配合宜蘭鐵路高架化與交通轉乘，將增建縣政中心車站做為前往花東地區的轉乘站點，完工後將會是雙鐵共構車站，以期成為宜蘭地區新的交通樞紐
2036年完工。

## 車站構造
評估報告規劃為高架車站，島式月台兩座，與臺鐵縣政中心車站共構，維修基地位於本站南側的壯圍鄉美福村。

## 車站周邊
- 宜蘭縣政府
- 宜蘭縣議會
- 宜蘭縣史館
- 宜蘭科學園區
- 國立宜蘭大學城南校區
- 臺灣宜蘭地方法院
- 臺灣宜蘭地方檢察署
- 農業部農田水利署宜蘭管理處
- 中央公園
- 宜蘭縣立凱旋國小
- 宜蘭縣立凱旋國中
- 台九線
- 蘭陽大橋

## 外部連結
- 宜蘭縣政府交通處 （页面存档备份，存于）